# Raül de La Futaie
Raül de La Futaie (Bretanya, segona meitat del s. XI - Abadia de Notre-Dame du Nid-au-Merle, Saint-Sulpice-la-Forêt, Bretanya, 16 d'agost de 1129) fou un monjo i eremita, fundador de l'Orde de Sant Sulpici, orde monàstic de la família benedictina. És venerat com a sant per l'Església catòlica.

## Hagiografia
Anomenat Radulphus Fusteiensis i, erròniament, Radulphus de Flageio, va néixer a mitjan segle xi a la Bretanya. Va ésser monjo benedictí a Saint-Jouin-de-Marnes i, considerant que les comunitats benedictines han deixat de banda la regla original i viuen sense austeritat ni rigor, cerca de seguir el carisma de la Regla de Sant Benet en solitud i es retirà a fer vida eremítica al bosc de Craon (Anjou), amb Robert d'Arbrissel. El 1095, el bisbe d'Angers, Geoffroy de Mayenne, i el senyor de Craon havien concedit a Robert d'Arbrissel un terreny al bosc de Craon (Anjou) perquè s'hi pogués establir una comunitat: ell vivia com a eremita i Raül el prengué com a guia espiritual; nombrosos deixebles volen imitar-lo, com Vidal de Mortain i Bernat de Tiron, que s'hi reuneixen i fan vida eremítica prop seu. Robert organitza el grup, donant-los una regla de vida basada en la dels canonges regulars feia poc reformada per Iu de Chartes, i va organitzar tres eremitoris dirigits per ell mateix, Vidal i Raül de La Futaie, origen de l'abadia de la Roë.

### Fundació de l'orde

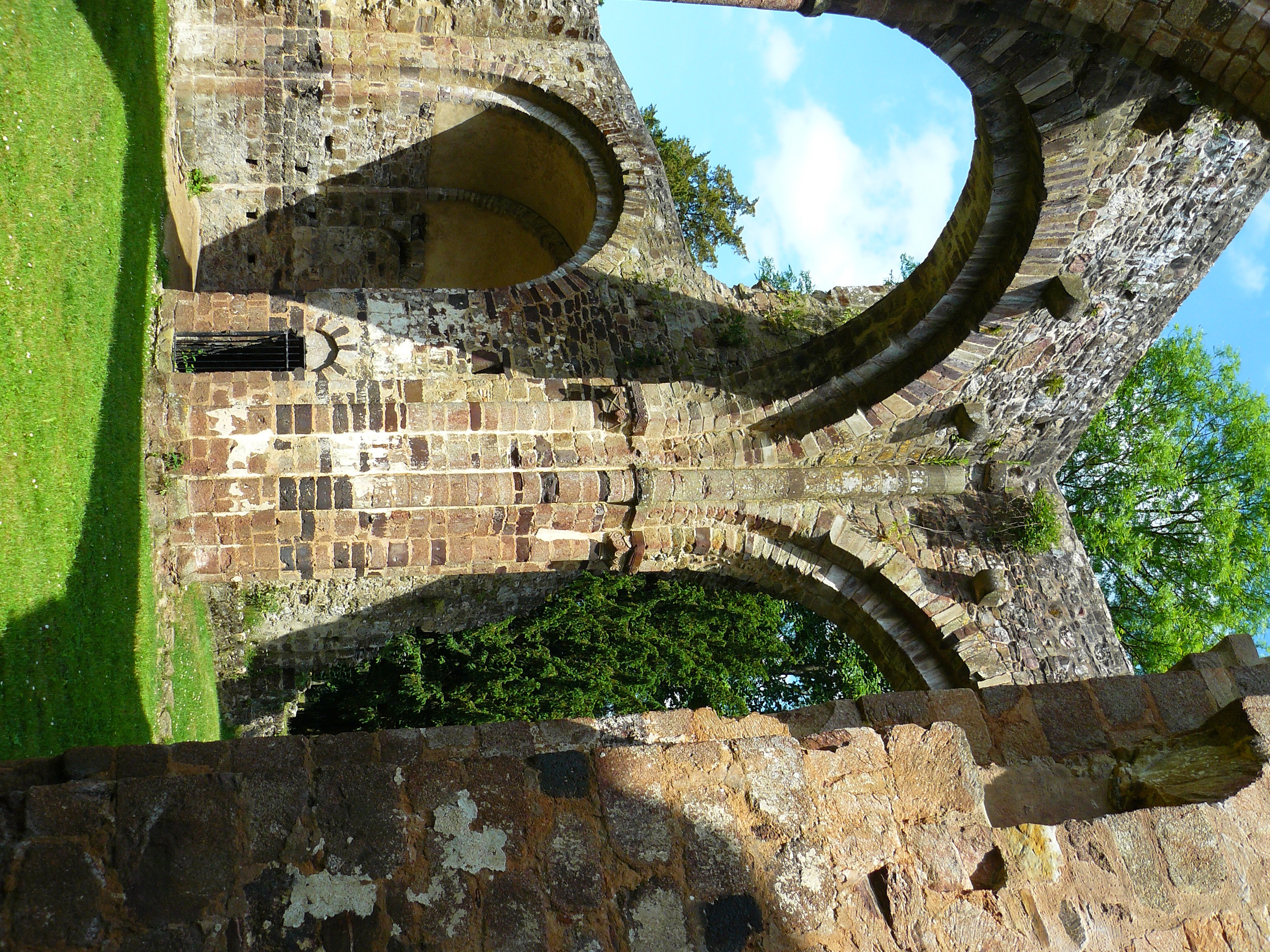
Restes de l'abadia de Saint-Sulpice-des-Bois, fundada per Raül.

Quan Robert marxa, Raül, cap al 1112), va predicar per la regió i va fundar al bosc de Rennes l'abadia de Notre-Dame du Nid-au-Merle, també anomenada de Saint-Sulpice des Bois (Sant Sulpici del Bosc, a l'actual municipi de Saint-Sulpice-la-Forêt, Bretanya). Era una abadia doble, on l'abadessa tenia el govern de les dues comunitats, femenina i masculina. L'abadia estengué la seva influència per la regió i esdevingué cap del nou Orde de Sant Sulpici, que va arribar a tenir vint priorats que depenien de l'abadia a la mort del fundador, i deu més van fundar-se en els trenta anys següents.
Folc d'Anjou li donà en 1117 terres, qualificant-lo de mestre dels religiosos, i el bisbe Guillem de Poitiers li cedí l'església de Fougereuse dient que era un «home molt sant i molt religiós». A imitació seva, altres nobles fundaren monestirs que es posaren sota la jurisdicció de Saint-Sulpice.
Va morir el 16 d'agost de 1129. Fou sebollit a una capella de l'abadia de Sant Sulpici.

## Veneració
Aviat fou venerat com a sant, tot i no haver estat canonitzat oficialment. El necrologi de l'abadia indicava: «Sanctus Rodulphus, monachus Sancti Jovini, puter fratrum et monialium Sancti Sulpitii, obiit 17 kal. septembris anno Domini 1129» («Sant Raül, monjo de Sant Jovini, fundador dels frares i monges de Sant Sulpici, morí el 17 de les calendes de setembre de l'any del Senyor de 1129»).